# 영광군 (전라남도)
영광군(靈光郡)은 대한민국 전라남도 서북부에 있는 군이다. 서쪽으로는 황해와 면하고, 동쪽으로 장성군, 남쪽으로 함평군, 무안군, 북쪽으로는 전북특별자치도 고창군과 접한다. 해안선 길이는 199.15 km이고, 부속도서로는 낙월도, 안마도, 송이도 등 62개의 섬이 있다. 
특산물로는 법성포 굴비가 유명하다. 군청 소재지는 영광읍이고, 행정구역은 3읍 8면이다.

## 역사
| Daedongyeojido (Gyujanggak) 18-05.jpg |  |
|                                       |  |

- 본래 백제의 무시이군(武尸伊郡)이었다.
- 757년 무령군(武靈郡)으로 개칭하고 고창현(高敞縣), 무송현(茂松縣), 장사현(長沙縣)을 관할했다.
- 940년 고려 태조 23년 무령군을 영광군으로 개칭하였다. 고창현은 고부군에 편입되고, 갑성군을 장성현(長城縣)으로 강등하여 그 영현인 삼계현(森溪縣)과 함께 영광의 속현이 되고, 압해군의 영현이던 육창현(陸昌縣), 임치현(臨淄縣), 무안군의 영현이던 해제현(海際縣), 함풍현(咸豊縣), 모평현(牟平縣)이 영광의 속현이 되었다. 뒤에 나주의 속현인 압해현이 영광에 편입되었다가 얼마 후 나주로 환원되었다.
- 1172년 장성현과 함풍현이 주현으로 승격하였다. 뒤에 장사현이 주현으로 승격하면서 무송현이 장사에 편입되었다.
- 1392년 해제현이 함풍현에 편입되었다.
- 1409년 모평현이 함풍현과 합병하여 함평현이 되었다. 이 해에 전라도의 모든 속현과 향·소·부곡이 폐지되면서 남아있던 삼계현, 육창현, 임치현과 대안향(大安鄕)·망운향(望雲鄕)·진량부곡(陳良部曲)·홍농부곡(弘農部曲)·공아부곡(貢牙部曲)이 모두 폐지되었다.
- 1895년 전주부 영광군, 1896년에 전라남도 영광군이 되었다. 영광이 관할하던 섬들이 신설 지도군에 편입되었다.

27면 : 동부면, 서부면, 도내면, 남죽면, 관산면, 금마면, 봉산면, 구수면, 원산면, 염소면, 마산면, 외간면, 마촌면, 묘장면, 황량면, 불갑면, 대안면(옛 대안향), 망운면(옛 망운향), 진량면(옛 진량부곡), 홍농면(옛 홍농부곡), 육창면(옛 육창현), 현내면, 내동면, 외동면, 외서면, 삼남면, 삼북면(이상 6면은 옛 삼계현)
- 1906년 망운면이 무안군에, 현내면, 내동면, 외동면, 외서면, 삼남면, 삼북면이 장성군에 편입되었다. (20면)
- 1914년 4월 1일 지도군 위도면, 낙월면을 편입하였다.[2] (12면)

| 조선총독부령 제111호 |             | |
| 구 행정구역 | 신 행정구역 | 신 행정구역                                                                                            |
| 영광군 도내면(道內面) 고성리/송정리/계동/외신리 일부/평전리 일부/내오리 일부/외오리 일부/(동부면)명곡리 일부, 용계리 일부/주록리 일부/와진리 일부/(진량면)서당촌 일부/(전라북도 무장군 와공면)지음리 일부, 우평리 일부, 입석리/신대리/도동리/내오리 일부/외오리 일부/외신리 일부/(묘장면)장등 일부 | 영광면      | 계송리, 와룡리, 우평리, 입석리                                                                         |
| 영광군 동부면(東部面) 교촌 일부/고도리 일부, 개정리 일부/동자동 일부, 주만리/단촌/월평리 일부/개정리 일부/언고리 일부/(서부면)옹점 일부/대신리 일부, 덕산리/삼덕리/덕호리/서촌/칠동/신촌/서당리/삼호리/백동/신흥리 일부/(도내면)월곡리 일부/(서부면)궁산리 일부/무곡리, 고도리 일부/비석리 일부/교촌 일부/동자동 일부, 양곡리/신덕동/옥동/평전리 일부/수동 일부/상둔리 일부/서령리 일부/명곡리 일부/(도내면)내오리 일부/외오리 일부/쌍계리, 성동리/입동/연동 일부/(묘장면)흥곡리 일부, 하동리/연동 일부, 대거리/백산리/비석리 일부, 향월리/화동/신흥리 일부/수동 일부/상둔리 일부/(도내면)월곡리 일부, 하지리/서령리 일부/월평리 일부 | 영광면      | 교촌리, 남천리, 단주리, 덕호리, 도동리, 양평리, 연성리, 무령리, 백학리, 신월리, 월평리                 |
| 영광군 서부면(西部面) 대장동/녹사리 일부/학정리 일부/개신리 일부/(관산면)반월리 일부/금산리 일부, 부곡리/신만동/송림리/창동/호암리 일부/옹점 일부/궁산리 일부/(구수면)하둔리 일부/(동부면)언고리 일부/(관산면)은동, 하라리/개신리 일부/대신리 일부/(관산면)금산리 일부/신평리, 두목동/내남리/신촌/학정리 일부/대천동 일부/외남리 일부/녹사리 일부/(관산면)강변리 | 군서면      | 녹사리, 송림리, 신하리, 학정리                                                                         |
| 영광군 남죽면(南竹面) 월곡리/서당리/가사리/작동/계동/(관산면)가장리/(서부면)만연동/(불갑면)회화리 일부, 내동/종남리/종산리/대리 일부/(관산면)금산리 일부, 남촌/후암리/마읍리 일부/대리 일부/봉암리 일부/(서부면)개신리 일부/덕암리, 장동/청계리/지산리/고참동/만호동/금동/봉암리 일부/마읍리 일부/(관산면)호동 일부/송촌리 일부, 내기리/보라리/(관산면)향등리/반월리 일부/(서부면)월산 일부/학정리 일부 | 군서면      | 가사리, 남죽리, 마읍리, 만금리, 보라리                                                                 |
| 영광군 관산면(官山面) 외항리/내황리 일부/남계리 일부/성내리 일부/(서부면) 후동리 일부/(금마면) 풍선리 일부, 한정리/구암리/상소리/하소리/덕산리/신흥리/매산리 일부/성내리 일부/상덕리 일부/(금마면) 학동 일부/하대리 일부/죽산리 일부, 만곡리/영동리/신선리/복호리/광산리/송계리/세미리 일부/호암리 일부/내황리 일부, 구산리/신양리/가산리/봉동리/백운리/내방리/수양리/매산리 일부/호동 일부/학산리 일부/(남죽면) 봉암리 일부/(서부면) 송정리 일부, 덕림리/덕흥리/신대리/답동/학산리 일부/상덕리 일부/송촌리 일부/남계리 일부/(서부면) 후동리 일부/송정리 일부 | 군서면      | 남계리, 덕산리, 만곡리, 매산리, 송학리                                                                 |
| 영광군 봉산면(奉山面) 무동리/대전리/유동/복호리 일부/복재리 일부/사거리 일부/(구수면) 평지리, 오성리/칠백리/양마리/마산리/복호리 일부/사거리 일부/반촌리 일부/호곡리 일부/(금마면) 신촌리 일부/가장리/복룡리/덕동, 상둔리/중둔리/팔룡리/재백리/(서부면) 세미리 일부/(구수면) 하둔리 일부/월천리/월계리 | 백수면      | 대전리, 양성리, 장산리                                                                                 |
| 영광군 금마면(今麻面) 월산리/만년리/하논리/명산리 일부/(봉산면) 평정리 일부/용호동 일부/(관산면) 내황리 일부/(구수면) 차동, 대야리/대초리/분매리/수정리/신흥리/묵방리/단옹리/백년리/덕용리 일부, 동백동/가치리/반암리/순기리/답동/교동/(금마면) 덕용리 일부, 상촌리/광동/중촌리 일부/구산리 일부/하촌리 일부, 목우리/압곡리/종자리/진천리/신월리/월봉리/조양리/지석리 일부/홍문리 일부, 신정리/봉곡리/장동/탑동/운제리 일부/신촌리 일부/명산리 일부, 서봉리/상염리/봉현리/봉촌리/타고리/동봉리/가지리/금동/반촌리 일부/사거리 일부/구산리 일부/호곡리 일부/복재리 일부, 정자리/부흥리/합천리/명마리/조암리/이암리/(봉산면) 정자동/용호동 일부, 송정리/하촌리 일부/중촌리 일부, 풍선리 일부/죽산리 일부/하대리 일부/학동 일부/운제리 일부, 감동리/임해리/신곡리/장수리/대동/백동/야동/홍문리 일부/지암리 일부 | 백수면      | 논산리, 대신리, 백암리, 상사리, 약수리, 죽사리, 지산리, 천마리, 하사리, 학산리, 홍곡리                 |
| 영광군 구수면(九水面) 임자리/한치리/구미리/(봉산면) 목단리, 상신리/길흥리/(봉산면) 용암리/범현리/입석리/마계리, 천기동/대흥리/(봉산면) 평정리 일부 | 백수면      | 구수리, 길용리, 천정리                                                                                 |
| 영광군 염소면(鹽所面) 당두리/창우리/신사리 일부, 대화리/입암리/신대리 일부/송촌리 일부/입동리 일부, 와촌리/운곡리/이리/월평리/야장리/신사리 일부 | 염산면      | 두우리, 송암리, 야월리                                                                                 |
| 영광군 원산면(元山面) 대안동/안수동/장동 일부/소반동 일부/봉서동 일부, 봉양리/내남리/외남리/노현리 일부/(염소면) 구내리/입동리 일부, 입석리/상론리/하론리/남계리 일부/봉서동 일부/(마산면) 동고개리 일부, 신정리/도사리/성상동/송촌리 일부/동산리 일부/신대리 일부/노현리 일부, , 중촌리/초두리/신흥리/월산리/소반동 일부/(마산면) 석우리 일부/시목정리 일부, 신촌리/축장리/신동/장동 일부/동산리 일부 | 염산면      | 반안리, 봉남리, 상계리, 신성리, 월흥리, 축동리                                                         |
| 영광군 마산면(麻山面) 동기동/순원동/매화동/월암리/시목정리 일부/천동 일부/석우리 일부, 치동/신정리/신촌리/국기리/덕천리/천동 일부/석우리 일부/치산리 일부/(육창면) 금동리 일부, 검덕리/장활리/우현리/서호리/양동/천동 일부/치산리 일부/봉암리 일부/(육창면) 금동리 일부 | 군남면      | 동월리, 설매리, 양덕리                                                                                 |
| 영광군 외간면(外間面) 도철리/장고리 일부/구평리 일부, 서변리/동변리/오강리/장고리 일부/(남죽면) 마읍리 일부, 갈마동/곤지동/아양리/죽정리/중촌리/백암리/(육창면) 봉덕리 일부, 내동리/기령리/포천리/죽신리/(육창면) 양지리 | 군남면      | 도장리, 동간리, 백양리, 포천리                                                                         |
| 영광군 육창면(陸昌面) 육창리/서정리/신계동/당산동/구기동/금동리 일부/(마산면) 봉암리 일부/묘동/석암리, 대화동/봉기동/온량리/홍주동/홍정리/삼청동/율곡리/송암리/신대리/송림동/하광리/봉덕리 일부/(함평군 신광면) 보전리 일부, 미동리/송정리/송촌리/내묘리/향화리/내무동/소무리 일부/연화동 일부/(함평군 손불면) 완정리 일부, 구송리/평정리/조양리/평암리/장동리/음동리/용촌리/덕흥동/(마산면) 서당리 | 군남면      | 남창리, 대덕리, 오동리, 옥슬리, 용암리                                                                 |
| 영광군 묘장면(畝長面) | 묘량면      | 덕흥리, 삼효리, 영양리, 운당리                                                                         |
| 영광군 황량면(黃良面) | 묘량면      | 신천리, 삼학리, 연암리, 월암리                                                                         |
| 영광군 대안면(大安面) | 대마면      | 복평리, 성산리, 홍교리                                                                                 |
| 영광군 마촌면(馬村面) | 대마면      | 남산리, 송죽리, 원흥리, 월산리, 화평리                                                                 |
| 영광군 진량면(陳良面) 성재동/언목리/복용리/차경리/외리 일부/화천동 일부, 신덕동/신흥리/장전리/신봉리/지장리 일부, 검산리/내리 일부/중리 일부/외리 일부/화천동 일부/후장동 일부, 삼미천리/도장리/당산리, 두호리/장수촌리/부귀동/덕평리 일부/장자동 일부/서당촌리 일부/신산리 일부/지장리 일부, 덕산리/발산리/구암리/용현리 일부/신계동 일부, 신기리/성촌리/백옥개리/향양동/선동/용동/용현리 일부/장자동 일부/신산리 일부/화천동 일부, 화장동/산하치리/월계리/덕평리 일부/(도내면) 와진리 일부/주록리 일부, 마천리/복흥동/입전리/입암리, 하리/상리/좌우두리/내리 일부/중리 일부, 천년동/후장동 일부/화선동 일부 | 진량면      | 대덕리, 덕흥리, 법성리, 삼당리, 신장리, 용덕리, 용성리, 월산리, 입암리, 진내리, 화천리                 |
| 영광군 홍농면(弘農面) 가학리/나본리/황곡리/정동/작동 일부/간현리 일부, 용성리/통정리/안마리/가마리/계동, 명주동/망월리/대덕리/관음리/구사리/영두리/을진리/단동/덕림리 일부/(전라북도 무장군 동음치면) 성과리 일부, 문산리/우치리/상봉리/하봉리, 죽촌리/칠성리/양지리/신성리/죽산리, 갑촌리/신대리/상석리/하석리, 수동/월평리/간현리 일부/풍암리 일부/계장리 일부/작동 일부/반용리 일부/영중리 일부/(무장군 하리면) 용대리 일부, 산적리/진정리/하삼리/상삼리/덕산리/서당리, 관현리/자경리/칠암리/월곡리/항월리/목맥리 | 홍농면      | 가곡리, 계마리, 단덕리, 상하리, 성산리, 신석리, 월암리, 진덕리, 칠곡리                                 |
| 영광군 불갑면(佛甲面) 차반리/황산리/상원리 일부, 관음리/남촌리/전촌리/유봉리/회산리 일부/가로리 일부, 하인리/상인리 일부/덕산리 일부/가로리 일부/(서부면) 대천동 일부, 부흥리/강정리/앵곡리/압수리/회산리 일부, 신평리/박산리/행정리/봉동리/상인리 일부/삼수리 일부, 고장리/마산리/가오리/부곡리/회룡동 일부/시목리 일부/(외간면) 구평리 일부, 물가리/취성리/노동리/봉촌리/시목리 일부/녹동리 일부, 상림리/용두리/순양리/용산리 일부/회화리 일부/(외간면) 구평리 일부/장고리 일부/(서부면) 월산리 일부, 운흥리/운제리/회복리 일부, 반룡리/맹자리/오사리/안정리/회룡동 일부/상원리 일부/용산리 일부/회복리 일부, 복령리/와우리/월곡리/영촌리 일부/와촌리 일부, 봉암리/녹동리 일부/와촌리 일부, 단산리/장등리/평정리/노음리/삼수리 일부                                                                        | 불갑면      | 건무리, 금계리, 녹산리, 모악리, 방마리, 부춘리, 생곡리, 순용리, 쌍운리, 안맹리, 우곡리, 응봉리, 자비리 |
| 지도군 낙월면(落月面) 각이리, 상낙월리, 석만리, 송이리, 신기리, 영외리, 오도리, 월촌리, 임병리, 죽도리, 하낙월리 | 낙월면      | 각이리, 상낙월리, 석만리, 송이리, 신기리, 영외리, 오도리, 월촌리, 임병리, 죽도리, 하낙월리             |
| 지도군 위도면(蝟島面) 전막리/대리/소리/석구미리/답구미리, 상왕등리, 식도리, 정금리, 증구미리/진리, 차륜리, 치도리/심구미리, 하왕등리 | 위도면      | 대리, 상왕등리, 식도리, 정금리, 진리, 차륜리, 치도리, 하왕등리                                         |
- 1917년 진량면(陳良面)을 법성면으로, 낙월면(洛月面)을 낙월면(落月面)으로 개칭하였다.[3]
- 1955년 7월 1일 영광면을 영광읍으로 승격하였다.[4] (1읍 11면)
- 1963년 위도면을 전라북도 부안군으로 이관하였다. (1읍 10면)
- 1967년 5월 6일 낙월면 안마출장소가 설치되었다.
- 1980년 12월 1일 백수면이 백수읍으로 승격하였다.[5] (2읍 9면)
- 1983년 2월 15일 군남면 오동리, 옥실리가 염산면으로, 군서면 녹사리, 송림리, 신하리, 학정리가 영광읍으로 편입

| 대통령령 제11027호                    |             |
| 구 행정구역                           | 신 행정구역 |
| 군남면 오동리, 옥실리                 | 염산면 일부 |
| 군서면 녹사리, 송림리, 신하리, 학정리 | 영광읍 일부 |
- 1985년 10월 1일 홍농면이 홍농읍으로 승격하였다.[6] (3읍 8면)
- 1987년 1월 1일 염산면 반안리, 월흥리가 군남면으로, 군서면 보라리 일부(세월마을)를 영광읍 학정리로 편입

## 지리
영광군은 전라남도 서부 최북단에 위치하고 있으며, 동부 산간 지대와 서부 평야지의 특성을 가지고 있으며, 리아스식 해안이 발달해 있다. 동쪽으로 장성군과 접경을 하고 있으며, 남쪽으로는 함평군이 있다.
여름은 해양성 기후의 영향으로 고온다습하며, 겨울은 대륙성 기후로 한랭건조하다. 일조시간이 길어 농작물 생산에 적합하고, 바람이 강하고 눈이 많이 내리는 지역이다.

## 행정 구역
영광군의 행정 구역은 3읍, 8면으로 구성되어 있다. 영광군의 면적은 473.69km2이며, 인구는 2015년 12월 말 주민등록으로 56,267명, 26,070세대다.

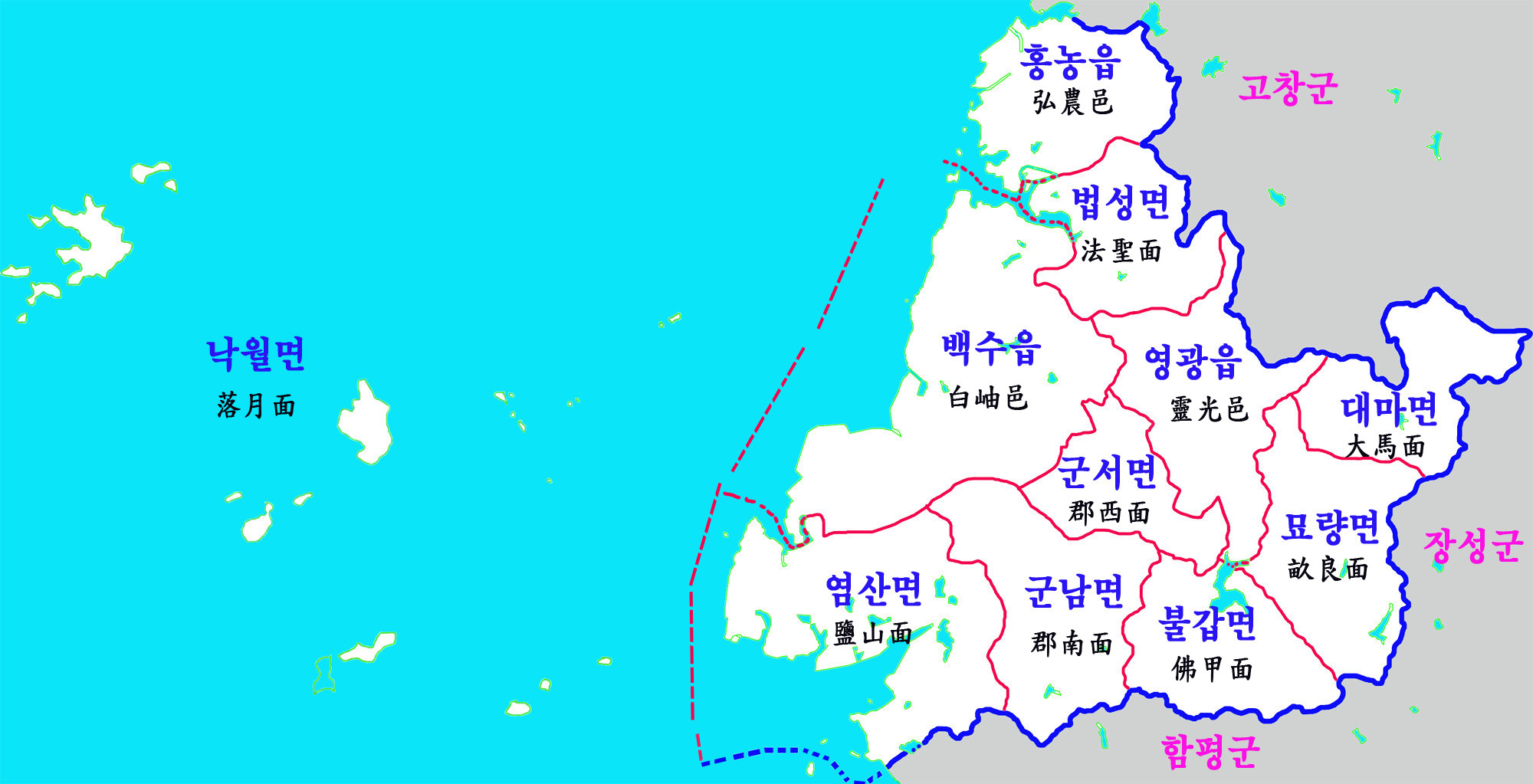

| 읍면   | 한자   | 면적   | 인구   | 세대   |
| ------ | ------ | ------ | ------ | ------ |
| 영광읍 | 靈光邑 | 46.18  | 22,117 | 9,183  |
| 백수읍 | 白岫邑 | 86.5   | 5,269  | 2,651  |
| 홍농읍 | 弘農邑 | 38.07  | 7,654  | 3,414  |
| 법성면 | 法聖面 | 34.78  | 5,894  | 2,819  |
| 대마면 | 大馬面 | 35.1   | 1,797  | 942    |
| 묘량면 | 畝良面 | 44.72  | 1,927  | 980    |
| 불갑면 | 佛甲面 | 37.0   | 1,441  | 718    |
| 군서면 | 郡西面 | 25.92  | 2,549  | 1,238  |
| 군남면 | 郡南面 | 48.81  | 2,584  | 1,388  |
| 염산면 | 鹽山面 | 65.03  | 4,420  | 2,357  |
| 낙월면 | 落月面 | 12.13  | 615    | 380    |
| 영광군 | 靈光郡 | 473.69 | 56,267 | 26,070 |

## 군청
- 현재 영광군청은 전라남도 영광군 영광읍에 위치하고 있다.

## 인구
영광군 인구 최고치는 1968년의 163,240명이다.
영광군의 연도별 인구 추이
| 연도   | 총인구    | 막대그래프 | 비고      |
| 1960년 | 142,639명 |            |           |
| 1966년 | 159,451명 |            |           |
| 1968년 | 163,240명 |            | 최대 인구 |
| 1970년 | 144,921명 |            |           |
| 1975년 | 142,623명 |            |           |
| 1980년 | 119,600명 |            |           |
| 1985년 | 114,097명 |            |           |
| 1990년 | 85,483명  |            |           |
| 1995년 | 68,641명  |            |           |
| 2000년 | 65,529명  |            |           |
| 2005년 | 60,462명  |            |           |
| 2010년 | 48,663명  |            |           |
| 2015년 | 56,267명  |            |           |
| 2020년 | 53,099명  |            |           |

## 교통

### 도로
- 고속도로(국지도) : 서해안고속도로 (영광 나들목, 불갑산 나들목)
- 국도 : 국도 제22호선, 국도 제23호선, 국도 제77호선
- 지방도 : 지방도 제734호선, 지방도 제805호선, 지방도 제808호선, 지방도 제842호선
- 간선도로 : 동부로
- 교량 : 영광대교, 칠산대교
- 기타 : 백수해안도로

### 버스
- 농어촌버스 : 영광군의 농어촌버스
- 시외버스 : 영광종합버스터미널, 법성포공용터미널, 홍농버스터미널
- 기타 : 영광교통

## 관광지
- 내산서원
- 백제불교최초도래지
- 백수해안도로
- 불갑사
- 불갑산
- 염산기독교인순교지

## 문화재
- 보물 제830호 - 영광 불갑사 대웅전
- 보물 제1377호 - 영광 불갑사 목조석가여래삼불좌상
- 보물 제1470호 - 영광 불갑사 불복장 전적
- 천연기념물 제112호 - 영광 불갑사 참식나무 자생북한지
- 전라남도 시도유형문화재 제159호 - 불갑사사천왕상
- 전라남도 시도유형문화재 제306호 - 영광 불갑사 대웅전 삼세불회도
- 전라남도 시도유형문화재 제307호 - 영광 불갑사 팔상전 영산회상도
- 전라남도 시도유형문화재 제308호 - 영광 불갑사 지장시왕도
- 전라남도 시도유형문화재 제311호 - 영광 불갑사 동종
- 전라남도 문화재자료 제166호 - 불갑사만세루
- 전라남도 문화재자료 제205호 - 영광불갑사고적급위시답병록

## 교육 기관
- 사립대학교

|  | - 영산선학대학교 |

- 고등학교

|  | - 법성고등학교 - 영광고등학교 | - 영광실업고등학교 - 영광전자고등학교 | - 영광정보산업고등학교 - 영산성지고등학교 | - 해룡고등학교 |

- 중학교

|  | - 법성중학교 - 법성중학교 안마분교 - 성지송학중학교 | - 영광군남중학교 - 영광대마중학교 - 영광백수중학교 | - 영광염산중학교 - 영광옥당중학교 - 영광중학교 | - 영광홍농중학교 - 해룡중학교 |

- 초등학교

|  | - 군남초등학교 - 군서초등학교 - 대마초등학교 - 묘량중앙초등학교 - 백수남초등학교 - 백수서초등학교 | - 백수초등학교 - 백수초등학교 백수동분교 - 법성포초등학교 - 법성포초등학교 안마분교 - 법성포초등학교 진량분교 - 불갑초등학교 | - 송흥초등학교 - 염산초등학교 - 염산초등학교 낙월분교 - 염산초등학교 야월분교 - 영광서초등학교 - 영광중앙초등학교 | - 영광초등학교 - 월송초등학교 - 홍농서초등학교 - 홍농초등학교 |

## FM 라디오 주파수 방송 목록
- 88.3 - 전주KBS 제1라디오 (구례 노고단)
- 89.1 - 목포MBC 표준FM (해남 대둔산)
- 89.7 - BBS 광주불교방송 (광주 무등산)
- 90.5 - 광주KBS 제1라디오 (광주 무등산)
- 91.5 - 광주MBC FM4U (광주 무등산)
- 92.3 - 광주KBS 클래식FM (광주 무등산)
- 93.1 - febc 광주극동방송 (광주 무등산)
- 93.9 - 광주MBC 표준FM (광주 무등산)
- 94.7 - 남도국악방송 (해남 대둔산)
- 94.9 - 광주KBS 제1라디오 (영광)
- 95.1 - 광주MBC FM4U (구례 노고단)
- 95.5 - 광주KBS 제2라디오 해피FM (광주 무등산)
- 96.5 - KFN 라디오 (광주 무등산)
- 97.3 - TBN 광주교통방송 (광주 무등산)
- 98.1 - 광주CBS 음악FM (광주 무등산)
- 98.7 - GGN 글로벌광주방송 (광주 무등산)
- 99.3 - 광주국악방송 (광주 무등산)
- 99.9 - cpbc 광주가톨릭평화방송 (광주 무등산)
- 101.1 - 광주kbc 마이FM (광주 무등산)
- 101.7 - 전주MBC 표준FM (구례 노고단)
- 101.9 - 광주MBC 표준FM (영광)
- 102.3 - 목포MBC FM4U (목포 양을산)
- 103.1 - 광주CBS 표준FM (광주 무등산)
- 104.1 - EBS 라디오 (해남 대둔산)
- 104.3 - 광주kbc 마이FM (영광)
- 104.5 - 전주KBS 클래식FM (구례 노고단)
- 105.3 - EBS 라디오 (광주 무등산)
- 105.9 - 목포KBS 제1라디오 (해남 대둔산)
- 106.5 - EBS 라디오 (영광)
- 106.7 - EBS 라디오 (목포 양을산)
- 107.5 - EBS 라디오 (구례 노고단)
- 107.9 - WBS 광주원음방송 (광주 무등산)

## 자매 도시
- 대한민국 서울특별시 광진구
- 대한민국 경상남도 함양군
- 대한민국 경기도 고양시
- 대한민국 부산광역시 중구